# Institut de Medicina Legal i Ciències Forenses de Catalunya
L'Institut de Medicina Legal i Ciències Forenses de Catalunya és un òrgan tècnic al servei de l'Administració de justícia, adscrit al Departament de Justícia, Drets i Memòria i dependent de la Secretaria per a l'Administració de Justícia, amb seu a la Ciutat de la Justícia de Barcelona i l'Hospitalet de Llobregat. L'Institut té una doble missió d'auxiliar els jutjats, tribunals, fiscalies, etc. mitjançant la pràctica de proves pericials mèdiques previstes en la normativa i de realitzar docència i investigació relacionades amb la medicina legal i forense.
El Servei de Clínica Medicoforense desenvolupa funcions de realització de peritatges medicolegals, control periòdic de lesionats i valoracions de danys corporals que siguin objecte d'actuacions processals així com de l'assistència o vigilància facultativa de detinguts. En depenen la Secció de Psiquiatria i la Unitat de Psicologia composta per psicòlegs i no per metges. Els psicòlegs forenses, en aquest cas, tindrien funcions d'auxiliar als metges forenses en les exploracions psicològiques, auxiliar als òrgans judicials en referència a temes psicològics i emetre dictàmens pericials sol·licitats per metges forenses, fiscalia o per jutjats i tribunals.